# Челябинский молодёжный театр
Челябинский государственный драматический «Молодёжный театр»  — драматический театр юного зрителя в Челябинске.
Образован 1 октября 1965 года решением Облисполкома № 123 от 2 марта того же года. Открылся 1 января 1966 спектаклем «Золотой ключик» по А. Толстому и спектаклем-диспутом «Они и мы» Н. Долининой.
Труппу возглавил режиссёр Б. Скоморовский, ученик А. М. Лобанова. В 1967—1997 главным режиссёром был Т. А. Махарадзе. В разные годы спектакли ставили А. Мексин, М. Лурье, Г. Егоров, В. Мещанинова, В. Рыбаков, А. Славутский, И. Перепелкин, А. Праудин, Б. Цейтлин, Е. Ланцов, А. Бородин, Н. Орлов, Ю. Калугин, О. Хапов.
В 1977 году открывается малая сцена театра спектаклем «Допрос» С. Родионова в постановке Г. Егорова. В 1978—1979 годах на большой сцене режиссёр Г. Егоров ставит спектакли «Добрый человек из Сезуана» Б. Брехта, который получает диплом МК РСФСР на смотре—конкурсе зарубежной драматургии, и «Житейские мелочи», которые в 1980 году в городе Таганроге на Всероссийском смотре-конкурсе спектаклей в ознаменование 120-летия со дня рождения А.П.Чехова получил шесть дипломов и две премии Министерства культуры РСФСР и ВТО.
В 1982 году ТЮЗу передано здание Народного дома. Первый спектакль на новой сцене — «Кровавая свадьба» Ф. Г. Лорки. С 1988 по 2014 директором являлась Р. З. Орлова. Отмечен дипломами Международного молодёжного фестиваля «Non Stop» в Потсдаме (1986), «Большого голландского фестиваля» (совместный проект Челябинского ТЮЗа и голландского театра Wederzijds, Дембош, 1992), фестивалей «Реальный театр» в Екатеринбурге (1994, 1997, 1999, 2001), «Театр без границ» в Магнитогорске (1995, 1997, 1999, 2001), «Гостиный двор» в Оренбурге (2003), «Мелиховская весна» (2004).
В июле 2011 г. Челябинский государственный театр юных зрителей переименован в областное государственное бюджетное учреждение культуры «Челябинский государственный молодёжный театр».

## Награды
- Благодарность Президента Российской Федерации (3 марта 2016 года) — за большой вклад в развитие отечественного театрального искусства и достигнутые творческие успехи[13].
- Премия Министерства культуры Российской Федерации имени Фёдора Волкова за лучшую театральную постановку по произведениям русской классики  (2022)[14]